# ガザロス・サリアン
ガザロス・サリアン（アルメニア語: Ղազարոս Սարյան, ラテン文字:Ghazaros Saryan, 1920年9月30日 - 1998年5月27日）は、アルメニアの作曲家。ロシア語風に「ラーザリ・サリアン」（ロシア語: Лазарь Мартиросович Сарьян）とも呼ばれる。

## 経歴
生い立ち
1920年、ロストフ・ナ・ドヌで生まれた。父のマルティロス・サリアンは画家、祖父のガザロス・アガヤンは作家だった。1934年から1938年までエレバン音楽院で学んだ後、モスクワに出てグネーシン音楽大学でヴィッサリオン・シェバリーンに作曲を学んだ。
1941年に独ソ戦が勃発すると、サリアンは徴兵されて1945年まで軍務についた。戦後、モスクワ音楽院に入学してドミトリー・カバレフスキー、ドミートリイ・ショスタコーヴィチ、アナトーリー・アレクサンドロフに作曲を師事し、1950年に卒業した。
音楽院卒業後
アルメニアに戻った後、エレバン音楽院の管弦楽法の教授となり、1955年から1956年にはアルメニア作曲家連盟の議長を務めた。1960年にエレバン音楽院の学長に就任し、1986年まで在職した。教え子にはティグラン・マンスリアンらがいる。
1983年にはアルメニア共和国人民芸術家、1991年にはソ連人民芸術家の称号を得るなど、多くの賞を獲得した。1998年、エレバンにて死去。

## 作曲作品とその特徴
作品には表面的な美しさと冒険的なリズム・和声が同居している。

## 作品

### 管弦楽曲
- 交響詩（1950）
- 祝典序曲（1957）
- 弦楽のためのアダージョと舞曲（1957）
- セレナーデ（1959）
- 交響的パネル「アルメニア」（1966）
- ヴァイオリン協奏曲（1972）
- 交響曲（1980）
- パッサカリア（1994）
- ファンファーレ（1996）
- アンダンテとプレスト（1997）

### 声楽曲
- 平和の歌（1951）
- 平和の日（1953）

### 室内楽曲
- 主題と変奏～ピアノのための（1947）
- ソナタ第1番～チェロとピアノのための（1948）
- 弦楽四重奏曲第1番（1949）
- 舞曲～ピアノのための（1955）
- コンサートピース～トランペットとピアノのための（1962）
- アリアとトッカータ～ヴァイオリンとピアノのための（1966）
- 弦楽四重奏曲第2番（1986）
- ソナタ第2番～チェロとピアノのための（1989）

## 文献
- Արաքսի Սարյան, Ղազարոս Սարյանը եվ նրա ժամանակը, Аракси Сарьян, Дазарь Сарьян и Его Время. «Արճեշ» հրատարակչություն, Yerevan 2001.